# Патрик Беверли
Патрик Беверли (енгл. Patrick Beverley; Чикаго, Илиноис, 12. јул 1988) амерички је кошаркаш. Игра на позицији плејмејкера. 

## Биографија
Колеџ кошарку играо је на Универзитету Арканзаса од 2006. до 2008. године за екипу Арканзас рејзорбекса. Колеџ је напустио након што се открило да је варао при изради задатака.
Сениорску каријеру започео је у Европи, а сезону 2008/09. провео је у украјинском клубу Дњепро. Учествовао је на НБА драфту 2009. године где је у другој рунди одабран као укупно 42. пик од стране Лос Анђелес лејкерса, али су права на њега касније трејдована Мајами хиту. 
Сезону 2009/10. провео је у Олимпијакосу који је у том периоду освојио Куп Грчке и стигао до још два финала — у националном првенству, те престижној Евролиги. 
Године 2010. је играо за Мајами хит током НБА летње лиге и са њима је наставио да тренира, али је отпуштен крајем октобра те године. 
Од јануара 2011. до децембра 2012. играо је за Спартак из Санкт Петербурга, са којим је освојио један Куп Русије. Играјући за Спартак имао је веома запажену улогу у Еврокупу 2011/12, што му је донело титулу најкориснијег играча и избор у прву поставу идеалног тима тог такмичења.
Дана 7. јануара 2013. потписао је уговор са Хјустон рокетсима, али је одмах прослеђен Рио Гранде Вали вајперсима из НБА развојне лиге. Ипак, само недељу дана касније враћен је у Рокетсе. 
У НБА лиги играо је од 2013. до 2024. године. Поред Хјустон рокетса наступао је и за Лос Анђелес клиперсе, Минесота тимбервулвсе, Лос Анђелес лејкерсе, Чикаго булсе, Филаделфија севентисиксерсе и Милвоки баксе.
Био је члан репрезентације САД за играче до 19 година која је на Светском првенству 2007. године освојила сребрну медаљу.

## Успеси

### Клупски
- Спартак Санкт Петербург:
  - Куп Русије (1): 2011.
- Олимпијакос:
  - Куп Грчке (1): 2010.

### Репрезентативни
- Светско првенство до 19 година:  2007.

### Појединачни
- Идеални одбрамбени тим НБА — прва постава (1): 2016/17.
- Идеални одбрамбени тим НБА — друга постава (2): 2013/14, 2019/20.
- Најкориснији играч Еврокупа (1): 2011/12.
- Идеални тим Еврокупа — прва постава (1): 2011/12.